# Хакуси

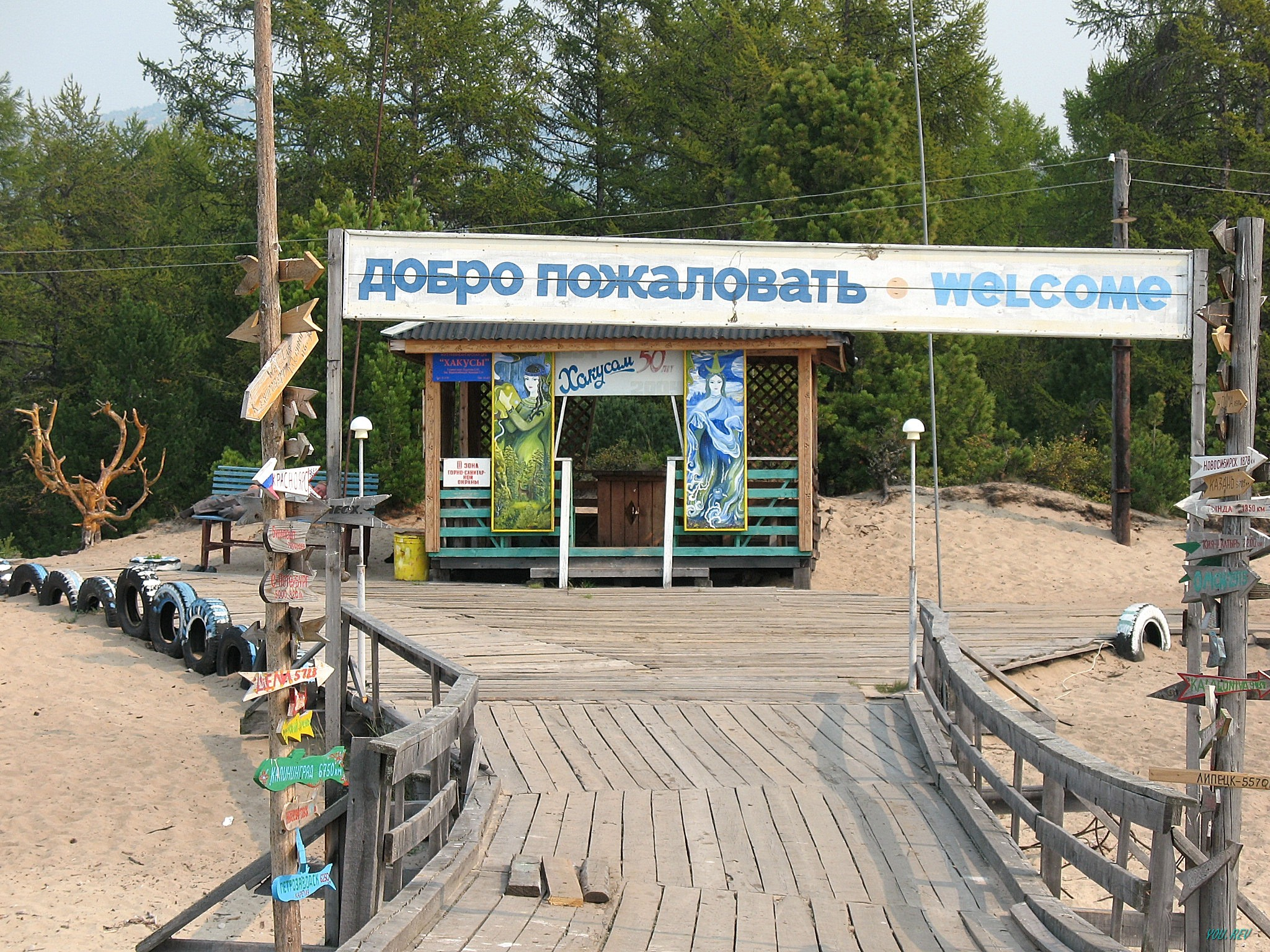
Причал Хакуси

Хакуси (рос. Хакусы) — лікувальний курорт з гарячими джерелами на північно-східному узбережжі озера Байкал у Північно-Байкальському районі Бурятії на губі Хакуси.
Місцевість являє собою широку піщану смугу довжиною близько 4 км, переходить на сході у хвойний ліс. На півночі обмежена мисом Хакуси, на півдні — прямовисним скелястим мисом Хаманкит. Джерела розташовані за 700 м від берега Байкалу, до них веде піщана алея, обрамлена кедровим стлаником і модриною. У місці виходу джерел, в сосновому лісі, збудована водолікарня.
Назва «Хакуси» походить від евенкійського слова, що означає «спека», «гарячий».

## Гарячі джерела

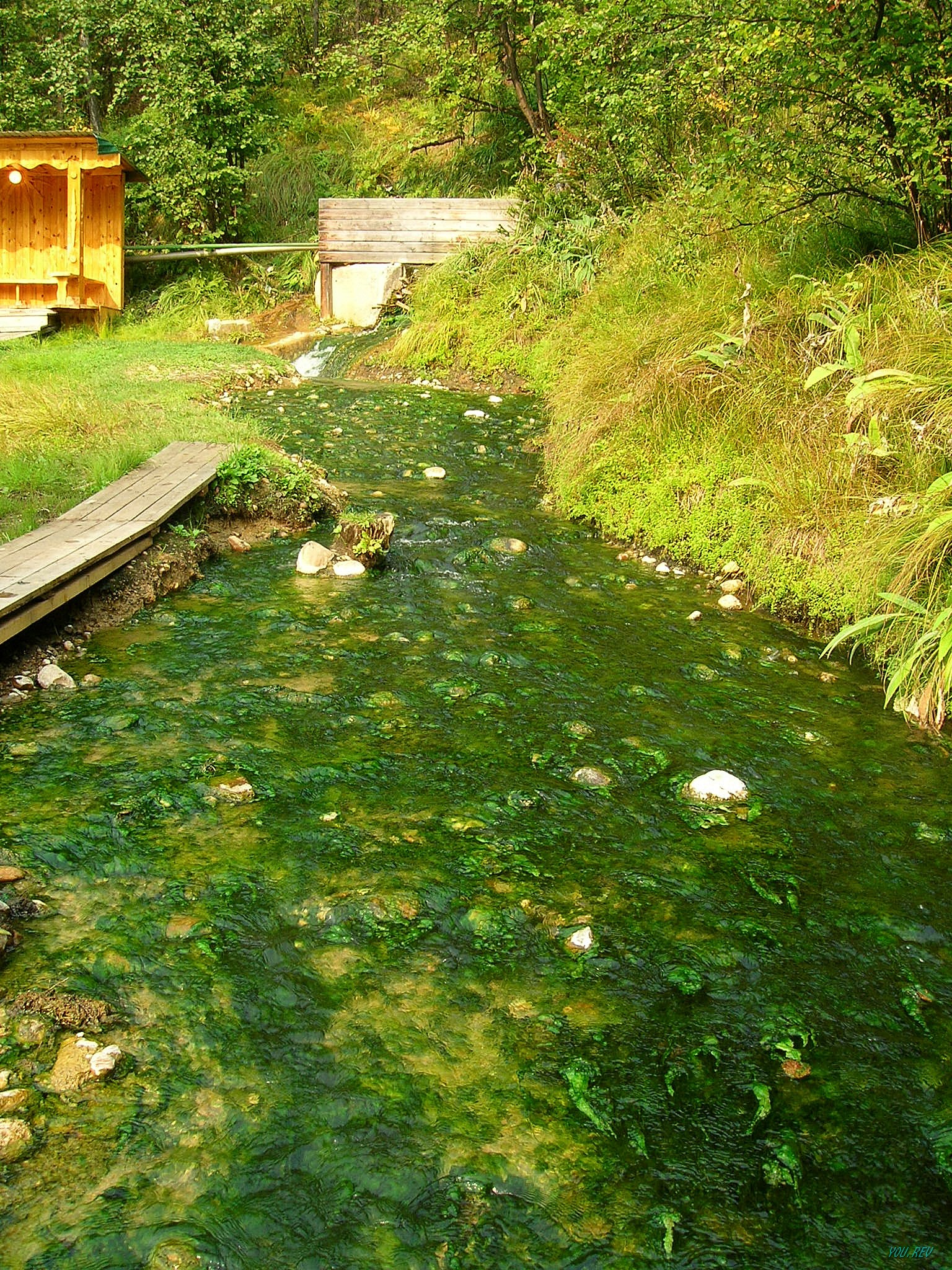
Одне з джерел лікувальної води

У місцевості два джерела з дуже гарячою (+42…+46 °С) і слабо мінералізованою водою, за складом близькою до мінеральних джерел П'ятигорська. Джерела з'єднуються в загальний Гарячий струмок, що впадає в Байкал за 250 м на південь від причалу Хакуси. Частина води відводиться по трубі в проточні басейни і у ванний корпус лікарні.
Вихід води становить у середньому 50 л/с. Мінералізація води — 0,42 г/дм³. Вода розглядається як різновид лікувальних мінеральних вод бальнеологічної групи 4.2. (Горячинский тип) і відноситься до кременистих високотермальних слабоминерализованным мінеральним водам гідрокарбонатно-сульфатно-натрієвого складу з слаболужною реакцією водного середовища.
Вода підходить як для зовнішнього застосування («ванни»), так і для внутрішнього. Основними показаннями для лікування є захворювання шкіри (екземи, дерматози, псоріаз), хронічні гінекологічні захворювання, хвороби ендокринної системи, суглобів і опорно-рухового апарату.
Протипоказання: гострі інфекційні хвороби, туберкульоз, онкологічні та венеричні захворювання, епілепсія, заразні шкірні хвороби.

## Водолікарня

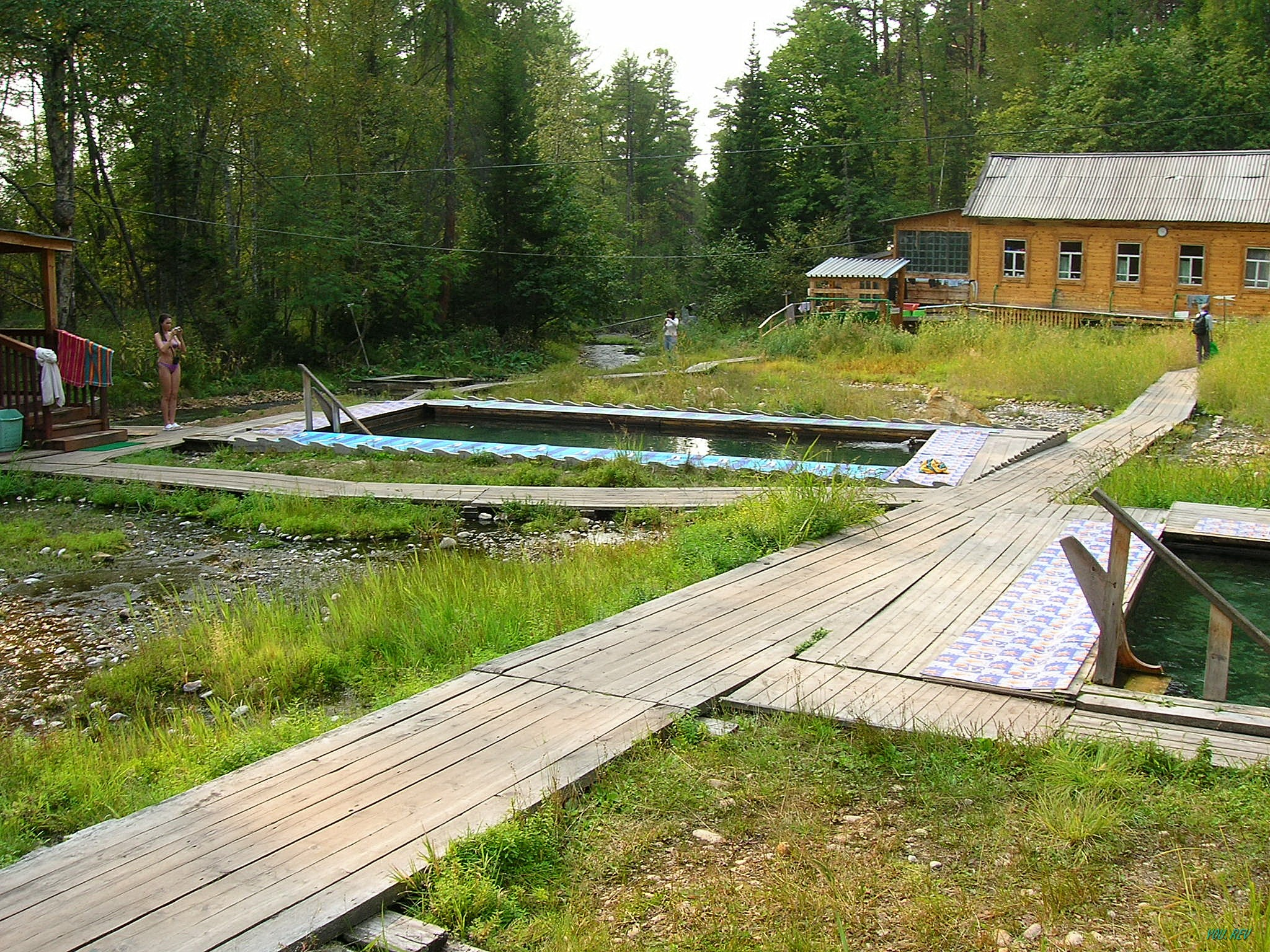
Поляна з лікувальними басейнами

Водолікарня «Хакуси» заснована в 1953 році спільними зусиллями риболовецьких артілей ім. Леніна, «Перемога» та Забайкальського держрибтресту. Сьогодні вона розрахована на 50 місць. Курс лікування на курорті становить 15 днів. Поруч розташована база відпочинку.
Ванни приймають у невеликих купальнях з проточною гарячою водою, «душ» можна прийняти неподалік, де б'є джерело зі скелі. Нижче по струмку вода стає прохолоднішою. Воду для пиття можна брати з криниці.
Також на курорті можливі обгортання водоростями (усуває зайвий жир і підвищує загальний тонус) і лікувальний масаж.
Курорт Хакуси приймає відпочивальників з 10 червня по 15 жовтня і з початку лютого по 15 квітня. Восени лікарня закрита через шторми, навесні — через танення льоду на Байкалі.

## Екскурсії
Крім оздоровлення, в Хакусах відпочивальникам пропонуються піші прогулянки до озера Фроліха, відвідування невеликих печер в навколишніх горах, риболовля, збір грибів та ягід, купання в Байкалі влітку і автоподорожі по замерзлому озері в холодну пору року, водні екскурсії до місцевих природних пам'яток. Існує туристичний маршрут «Фроліха».

## Як дістатися
Водолікарня «Хакуси» знаходиться в Північно-Байкальському районі, за 55 км від порту Нижньоангарськ.
Узбережжя Хакуси розташоване далеко від населених пунктів, в диких місцях, тому дістатися сюди можна з Нижньоангарська катером по Байкалу або з Сєверобайкальська вертольотом.

## Галерея

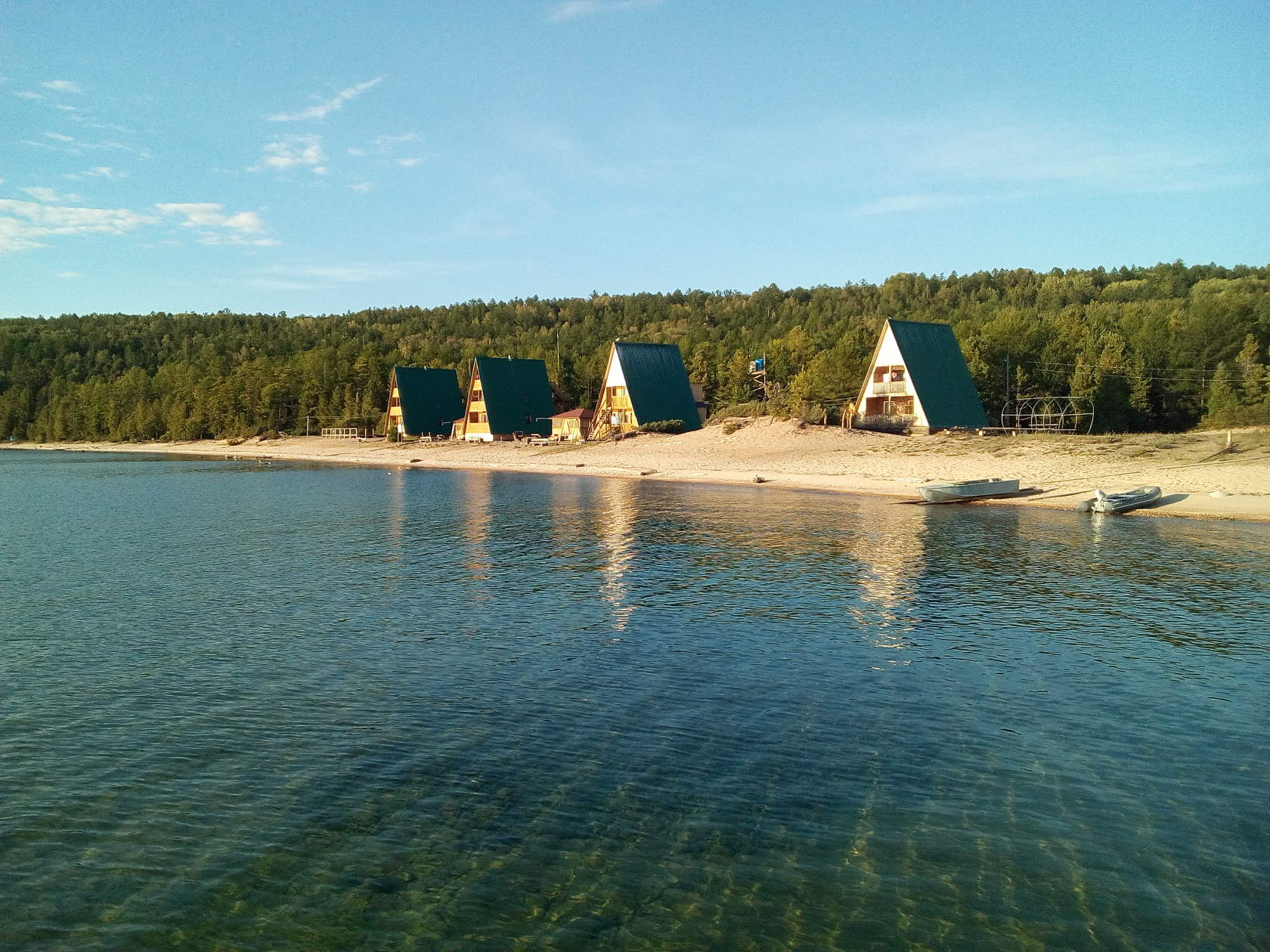
Курорт Хакуси
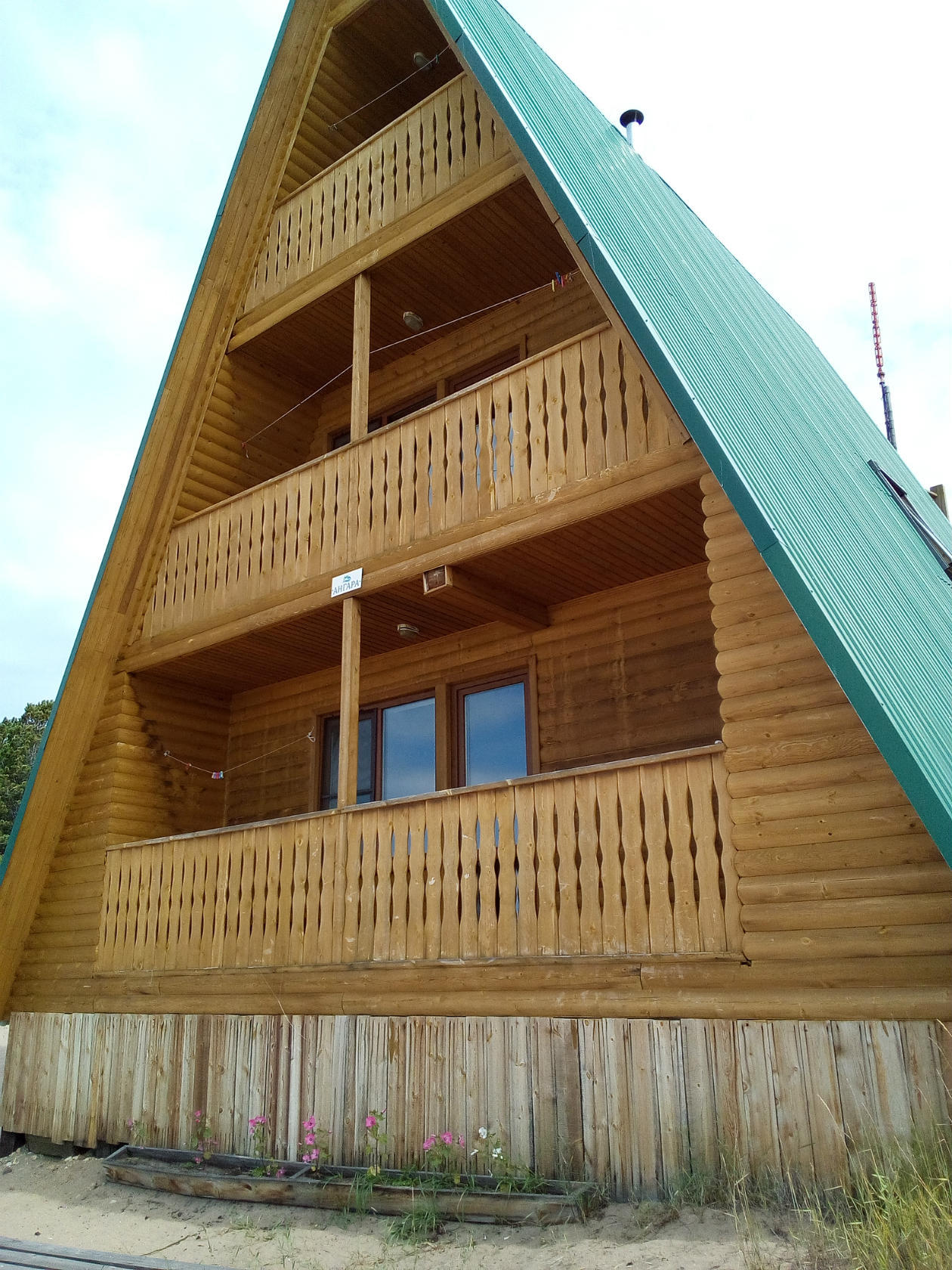
Кемпінг
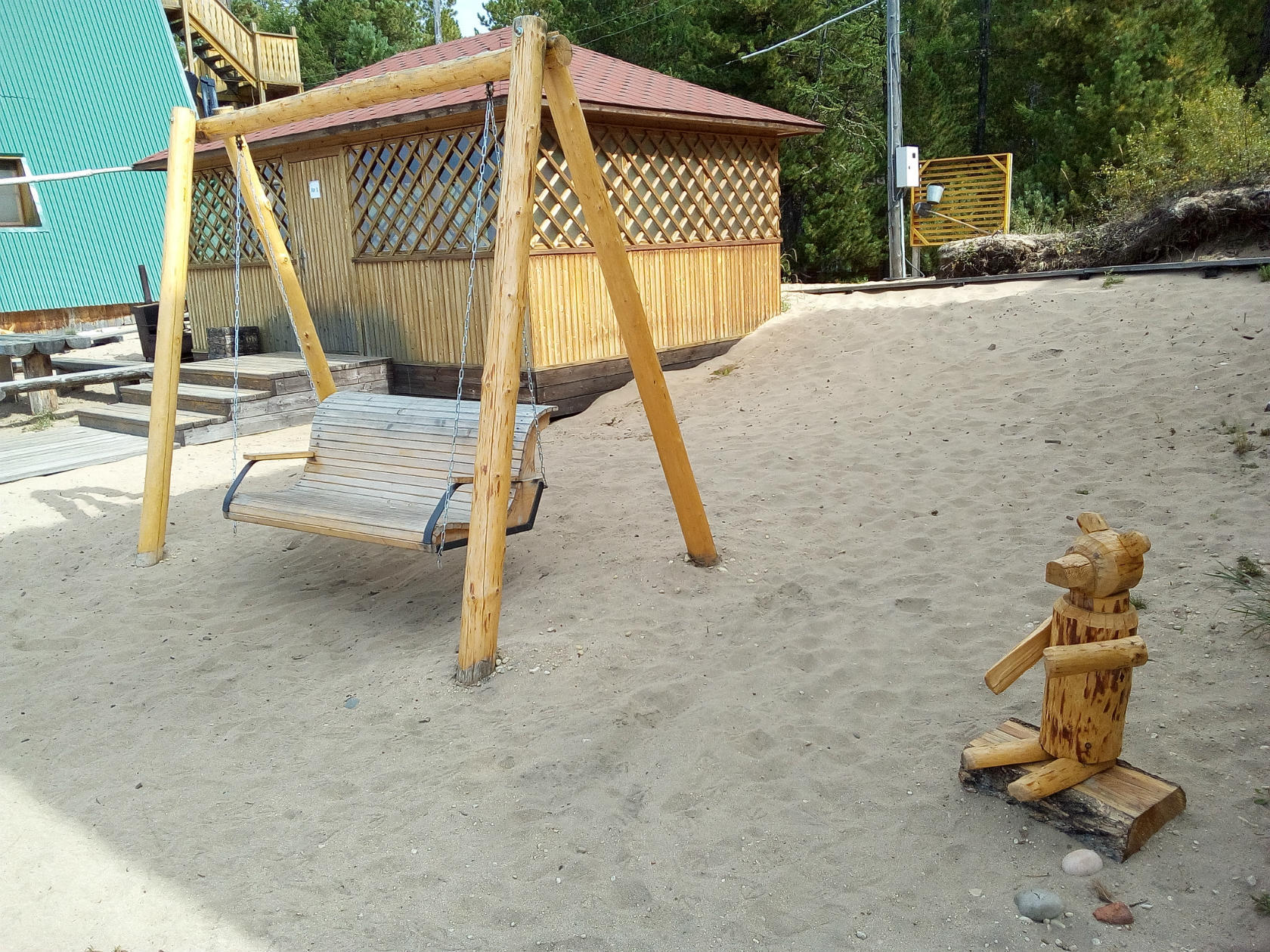
Ігровий майданчик для дітей
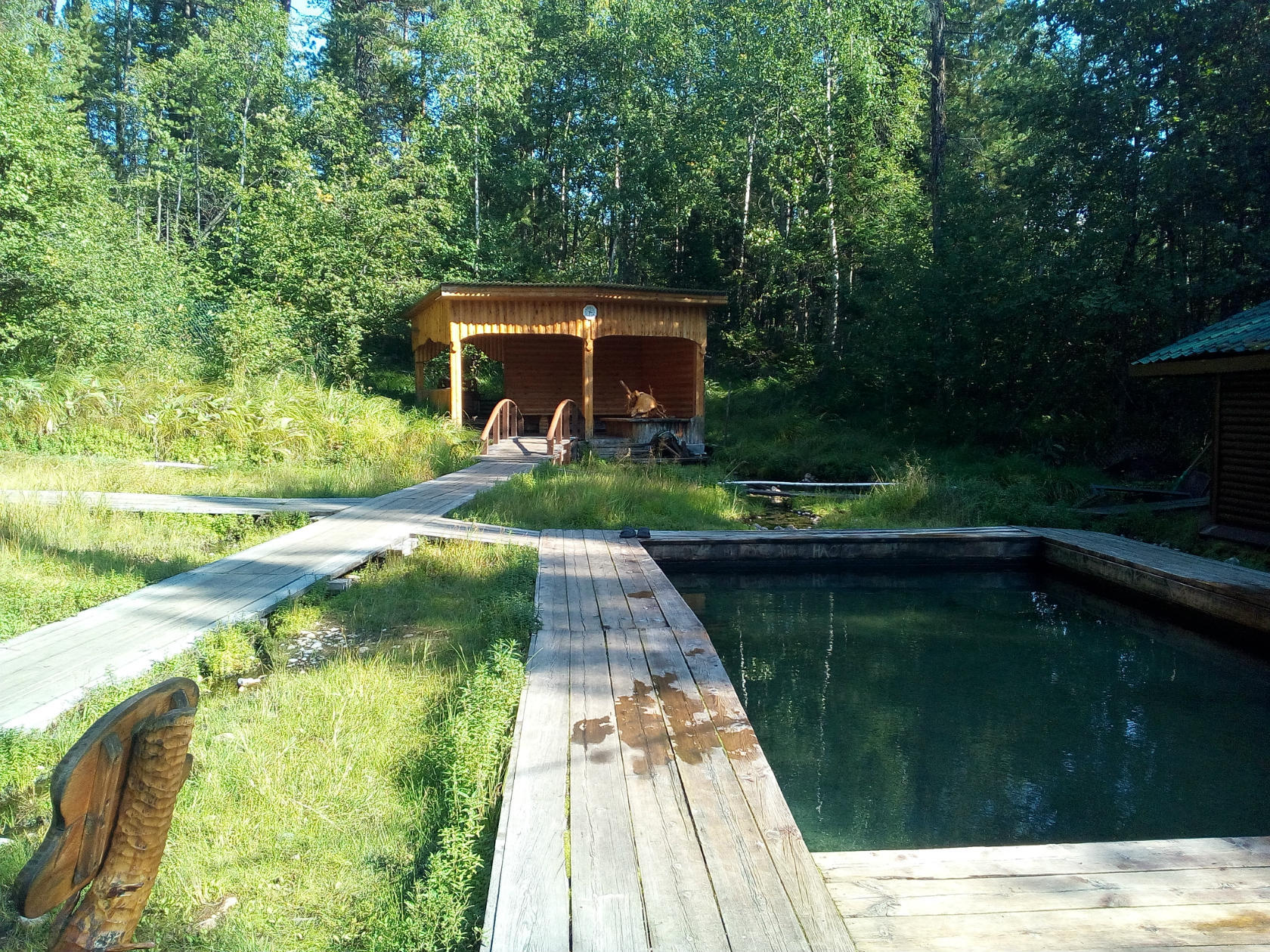
Лікувальна ванна и бесідка
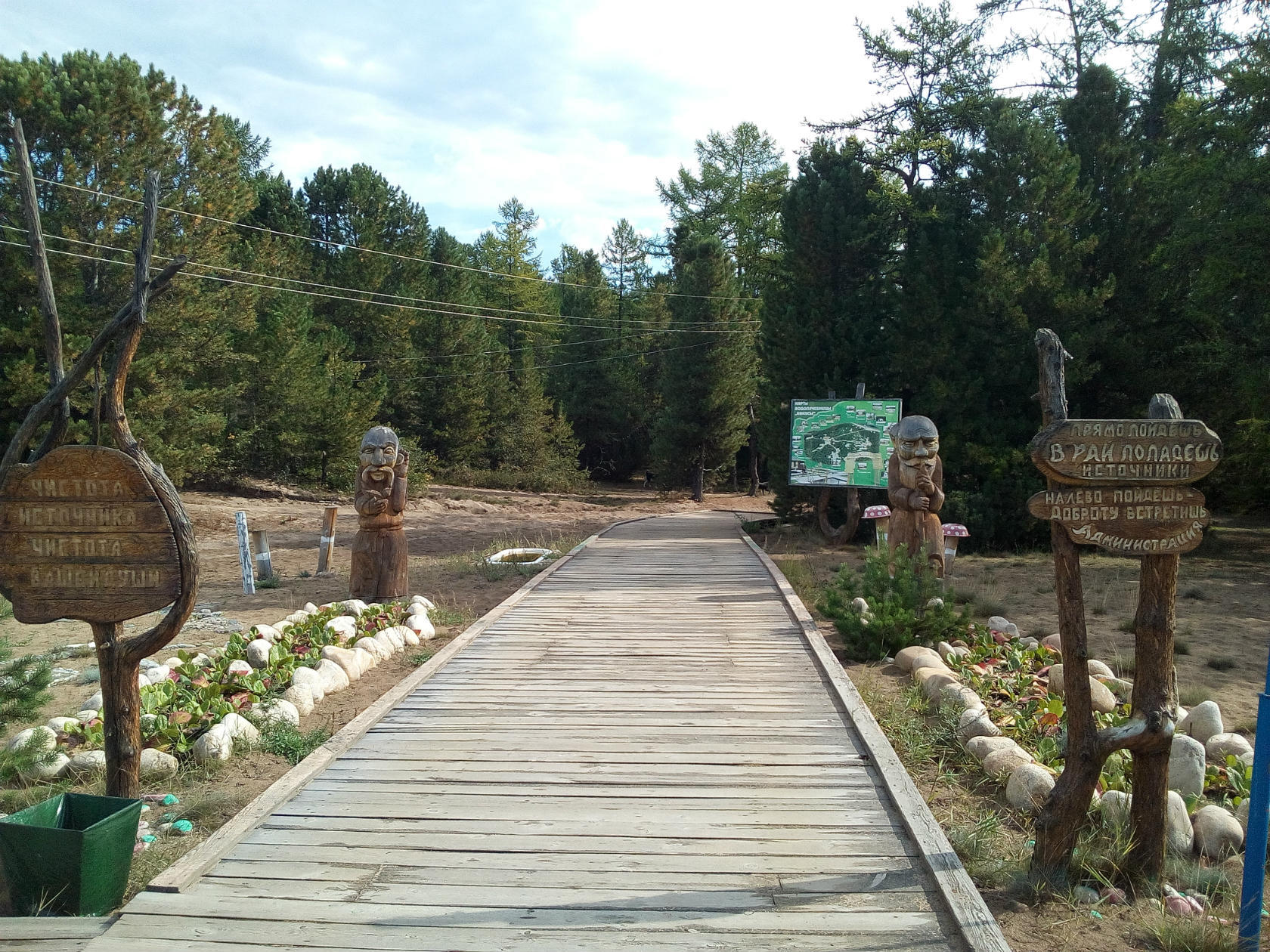
Скульптурні композиції з дерева
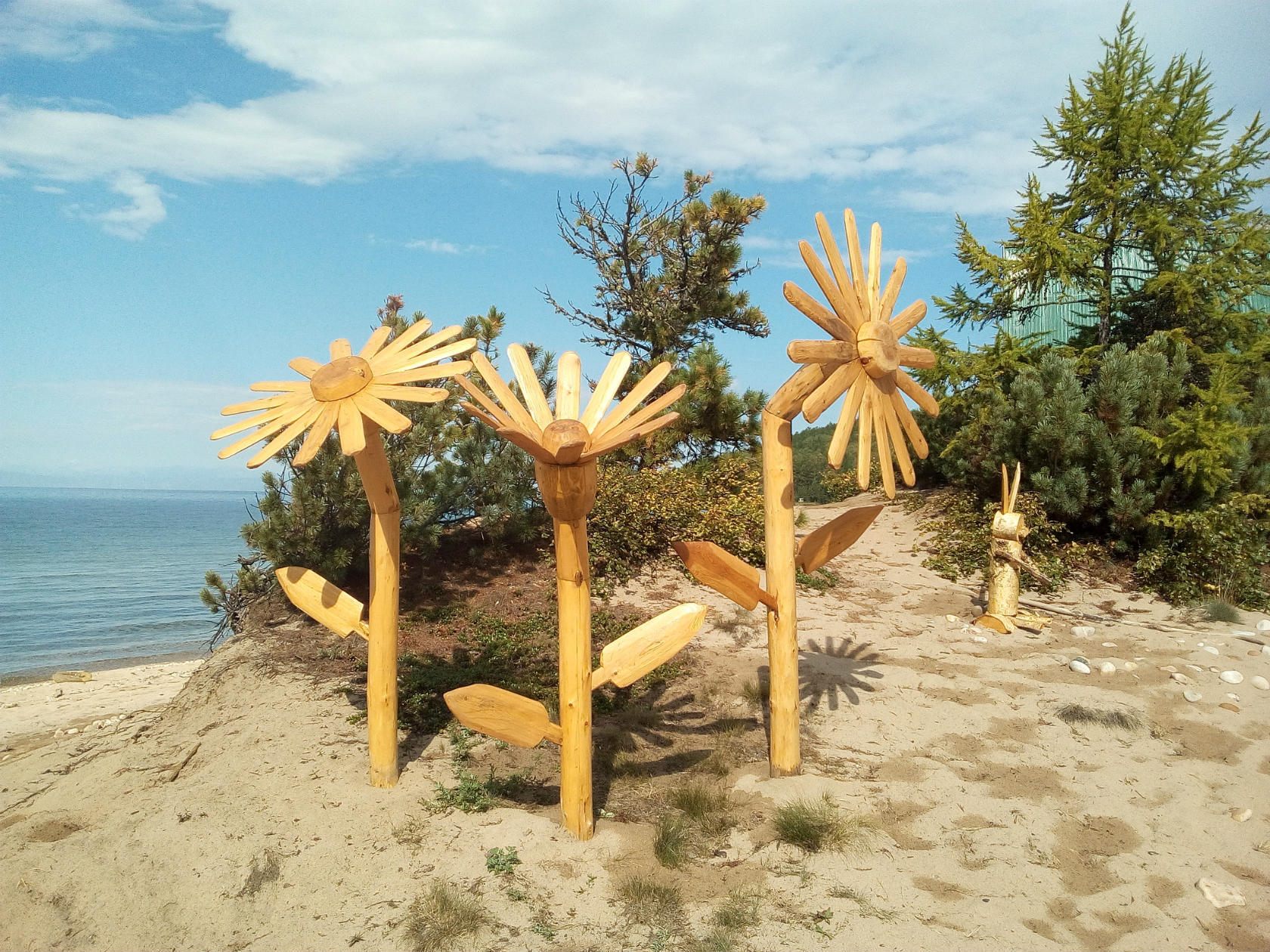
На берегу Байкалу
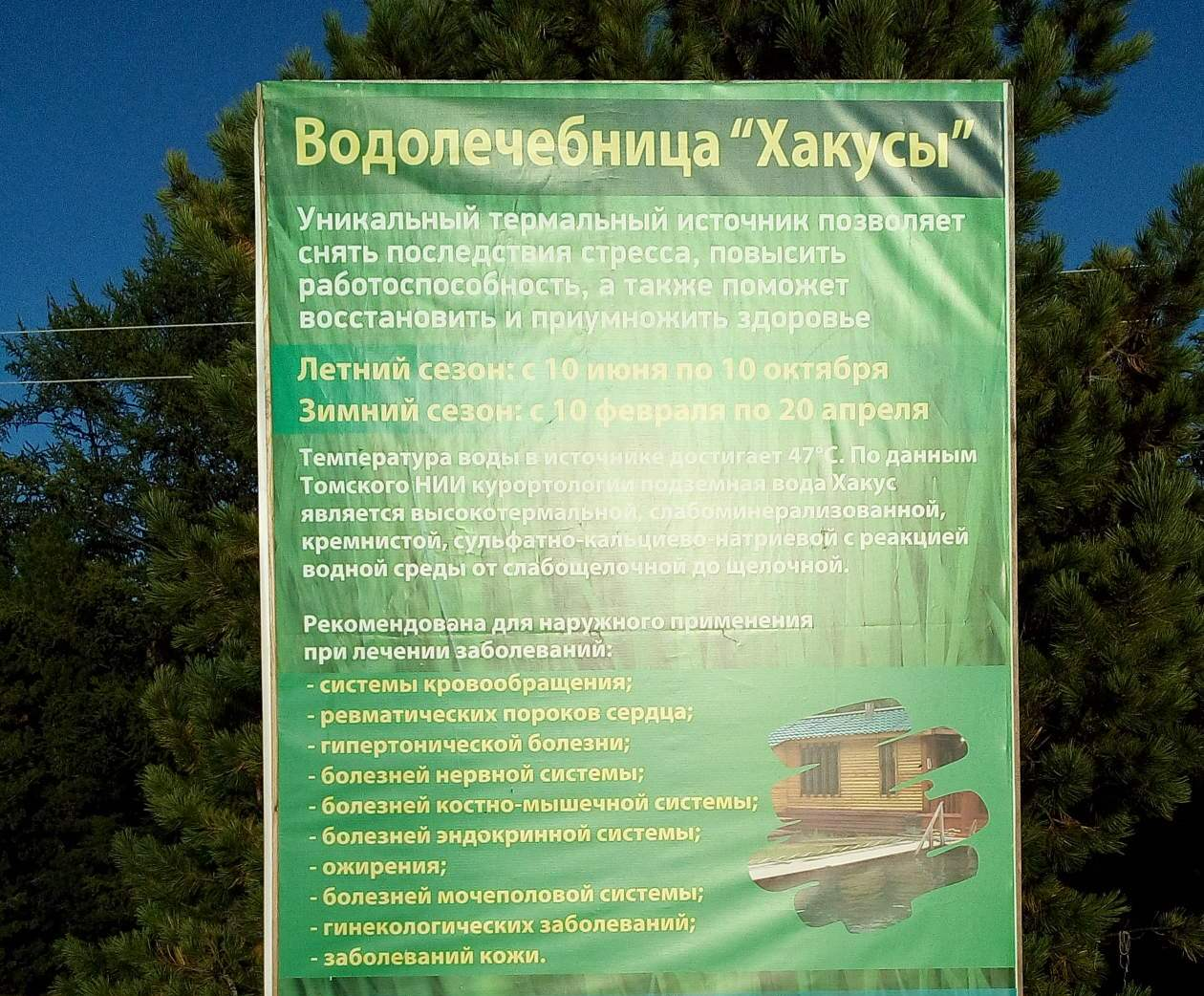
Інформаційный банер
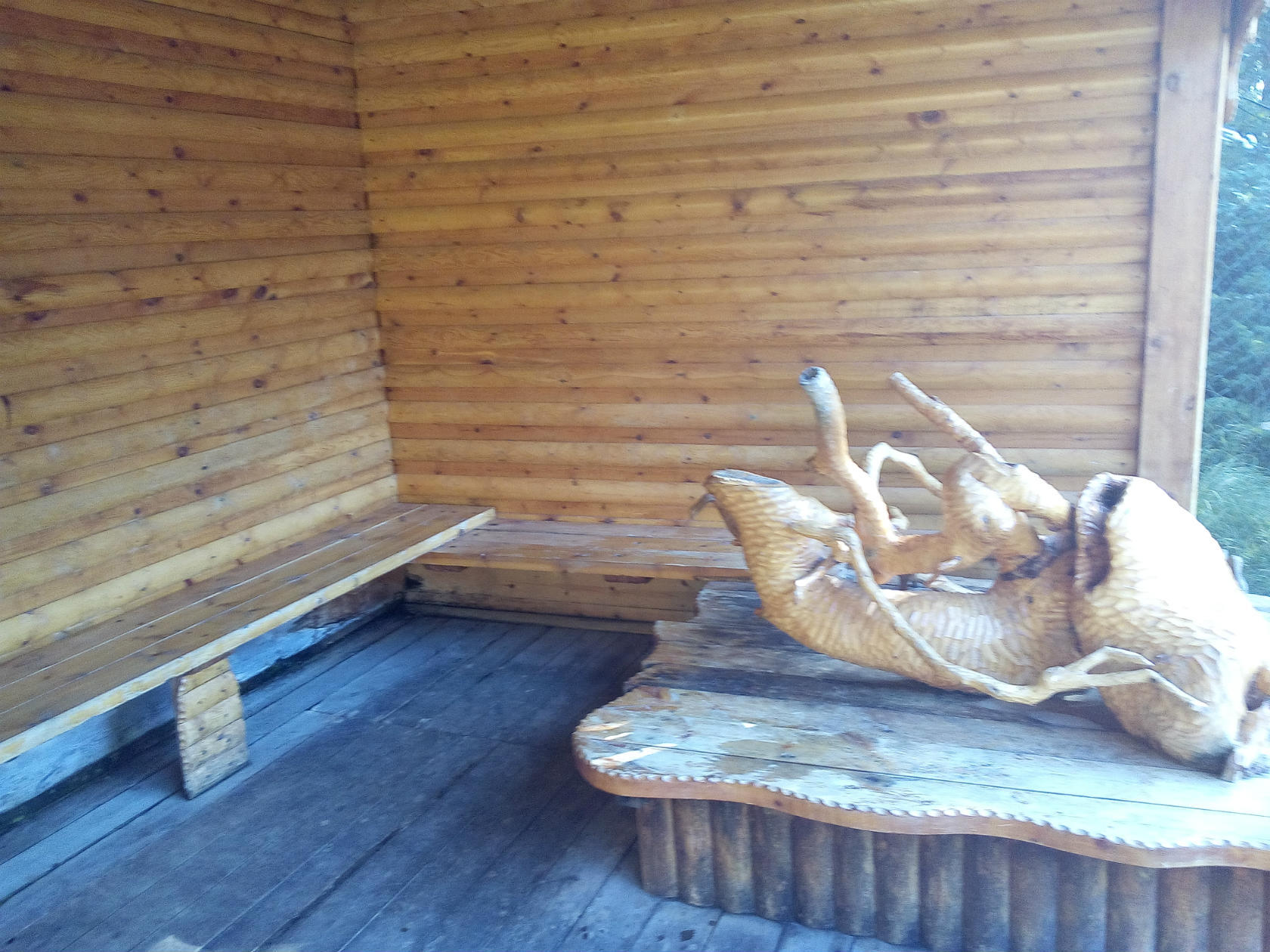
В одній з бесідок
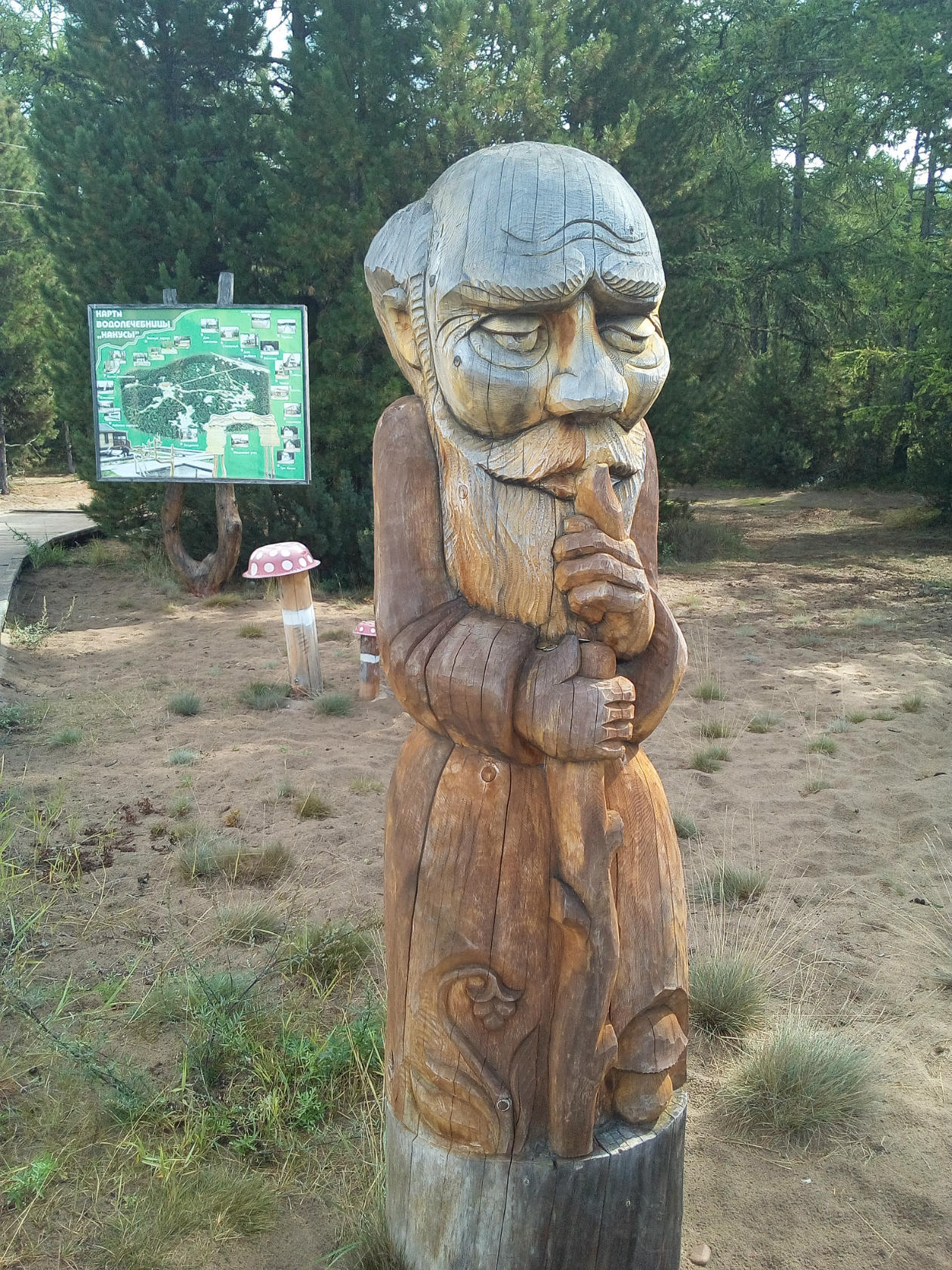
Дерев'яна скульптура